# Jardim Olinda
Jardim Olinda là một đô thị thuộc bang Paraná, Brasil. Đô thị này có diện tích 128,515 km², dân số năm 2007 là 1498 người, mật độ 12,5 người/km².